# Judô nos Jogos Olímpicos de Verão da Juventude de 2014 - Evento misto
A competição de 'judô' de evento misto nos Jogos Olímpicos de Verão da Juventude de 2014 foi disputada a 21 de Agostode 2014 Ginásio de Longjiang em Nanquim, China. Decorreu com equipas de oito atletas, quatro rapazes e quatro moças, de países diferentes. Venceu o Ouro a Team Rouge na qual esteve a portuguesa Maria Siderot. A Prata foi para a Team Geesink com a brasileira Layana Colman no alinhamento. A Team Xian e a Team Douillet dividiram o Bronze.

## Medalhistas
| Ouro   | IOC Team Rouge                  |
| Prata  | IOC Team Geesink                |
| Bronze | IOC Team Xian IOC Team Douillet |

## Resultados das finais
Nota 1: Os semifinalistas derrotados ganham ambos o Bronze.
Nota 2: Sendo equipas mistas internacionais, não há CONs a ganhar medalhas. Cada duelo teve oito concursos - tantos quantos o número de judocas por equipa

### 
|  | Semifinal         | Semifinal         |   |  | Final          | Final |  |
|  |                   |                   |   |  |                |       |  |
|  |                   |                   |   |  |                |       |  |
|  | IOC Team Xian     | 3                 |   |  |                |       |  |
|  | IOC Team Rouge    | 4                 |   |  |                |       |  |
|  |                   |                   |   |  |                |       |  |
|  |                   |                   |   |  |                |       |  |
|  |                   |                   |   |  | IOC Team Rouge | 4     |  |
|  |                   | IOC Team Douillet | 2 |  |                |       |  |
|  |                   |                   |   |  |                |       |  |
|  |                   |                   |   |  |                |       |  |
|  |                   |                   |   |  |                |       |  |
|  |                   |                   |   |  |                |       |  |
|  | IOC Team Geesink  | 3 (202)           |   |  |                |       |  |
|  | IOC Team Douillet | 3 (111)           |   |  |                |       |  |